# Liste der Biografien/Pik
Liste der Biografien |
Portal Biografien |
Personensuche
# |
A |
B |
C |
D |
E |
F |
G |
H |
I |
J |
K |
L |
M |
N |
O |
P |
Q |
R |
S |
T |
U |
V |
W |
X |
Y |
Z |
?
 
Pa |
Pc |
Pe |
Pf |
Ph |
Pi |
Pj |
Pk |
Pl |
Pm |
Pn |
Po |
Pr |
Ps |
Pt |
Pu |
Pv |
Pw |
Py
 
Pia |
Pib |
Pic |
Pid |
Pie |
Pif |
Pig |
Pih |
Pii |
Pij |
Pik |
Pil |
Pim |
Pin |
Pio |
Pip |
Piq |
Pir |
Pis |
Pit |
Piu |
Piv |
Piw |
Pix |
Piy |
Piz
Die Liste der Biografien führt alle Personen auf, die in der deutschsprachigen Wikipedia einen Artikel haben. Dieses ist eine Teilliste mit 91 Einträgen von Personen, deren Namen mit den Buchstaben „Pik“ beginnt.

## Pik

### Pika
- Píka, Heliodor (1897–1949), tschechoslowakischer General
- Pika, Simone (* 1972), deutsche Verhaltensbiologin
- Pikacha, Junilyn (1952–2010), Medizinerin in den Salomonen
- Pikachu, Yago (* 1992), brasilianischer Fußballspieler
- Pikaisen, Wiktor Alexandrowitsch (1933–2023), russischer Musiker
- Pikal, Vojtěch (* 1987), tschechischer Politiker (Piratenpartei) und Co-Vorsitzender von Pirate Parties International
- Pikalo, Jernej (* 1975), slowenischer Politikwissenschaftler und Politiker
- Pikalow, Wladimir Karpowitsch (1924–2003), sowjetischer General und verantwortlicher Kommandeur der Militäreinheiten bei der Nuklearkatastrophe von Tschernobyl
- Pikamäe, Priit (* 1973), estnischer Jurist
- Pikart, Eberhard (1923–2017), deutscher Historiker
- Pikart, Sonja (* 1984), deutsche Kabarettistin und Schauspielerin
- Pikauskaitė, Vaida (* 1991), litauische Radrennfahrerin

### Pike
- Pike, bosnischer Sänger
- Pike, Aaron (* 1986), US-amerikanischer Parasportler
- Pike, Albert (1809–1891), US-amerikanischer Jurist, General, Autor und FreimaurerAlbert Pike (1809–1891)

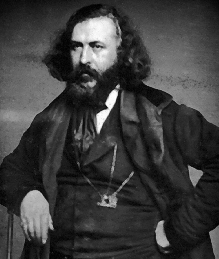
Albert Pike (1809–1891)

- Pike, Alf (1917–2009), kanadischer Eishockeyspieler und -trainer
- Pike, Aprilynne (* 1981), US-amerikanische Autorin
- Pike, Austin F. (1819–1886), US-amerikanischer Politiker (Republikanische Partei)
- Pike, Burton (1930–2022), US-amerikanischer Germanist, Literaturwissenschaftler und Übersetzer
- Pike, Christa (* 1976), US-amerikanische verurteilte Mörderin
- Pike, Christopher (* 1955), US-amerikanischer Jugendbuchautor
- Pike, Dave (1938–2015), US-amerikanischer Jazz-Vibraphonist
- Pike, David (* 1950), US-amerikanischer Literaturwissenschaftler
- Pike, David Lawrence (* 1963), US-amerikanischer Literaturwissenschaftler
- Pike, David Wingeate (1930–2020), britischer Historiker
- Pike, Drummond (* 1948), US-amerikanischer Philanthrop und progressiver politischer Aktivist
- Pike, Edward Roy (* 1929), australischer Physiker
- Pike, Frederick A. (1816–1886), US-amerikanischer Politiker
- Pike, Geoff (* 1956), englischer Fußballspieler
- Pike, Hew (* 1943), britischer Generalleutnant
- Pike, James (1818–1895), US-amerikanischer Politiker
- Pike, James (1861–1919), britischer Sportschütze
- Pike, James (1913–1969), amerikanischer Bischof
- Pike, James Shepherd (1811–1882), US-amerikanischer Journalist und Diplomat
- Pike, Jimmy († 2002), australischer Aborigines-Künstler (Walmatjarri)
- Pike, John (1911–1979), US-amerikanischer Aquarellmaler, Illustrator, Kunstlehrer, Autor und Erfinder
- Pike, Julian (* 1946), britischer Opernsänger (Tenor)
- Pike, Kenneth L. (1912–2000), US-amerikanischer Linguist und Anthropologe
- Pike, Lauren, US-amerikanische Schauspielerin
- Pike, Martin (1920–1997), britischer Sprinter
- Pike, Mervyn, Baroness Pike (1918–2004), britische Politikerin
- Pike, Nicholas (* 1955), britischer Filmkomponist
- Pike, Otis G. (1921–2014), US-amerikanischer Jurist und Politiker
- Pike, Rob (* 1956), kanadischer Software-Ingenieur
- Pike, Rosamund (* 1979), britische Schauspielerin und Golden-Globe-PreisträgerinRosamund Pike (* 1979)

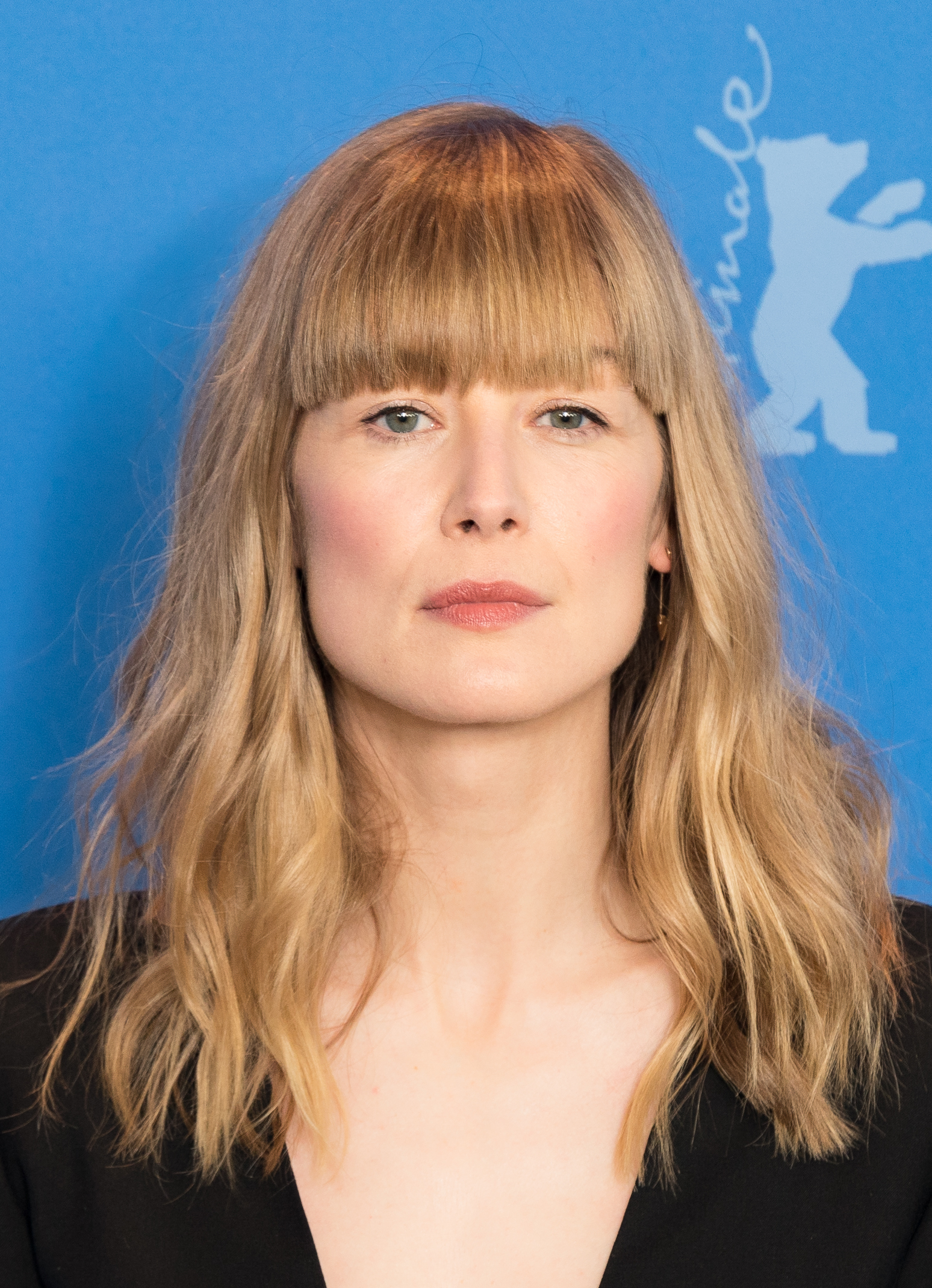
Rosamund Pike (* 1979)

- Pike, Roy (* 1938), US-amerikanischer Autorennfahrer und Unternehmer
- Pike, St John (1909–1992), britisch-irischer Methodistischer Bischof
- Pike, Thomas (1906–1983), britischer Offizier der RAF
- Pike, William (1905–1993), britischer Generalleutnant
- Pike, Zebulon (1779–1813), US-amerikanischer Offizier und Entdecker
- Pikelin, Berta S. Gerschman de (1905–1977), argentinische Arachnologin
- Pikelner, Solomon Borissowitsch (1921–1975), sowjetischer Astrophysiker
- Piker, Hasan (* 1991), US-amerikanischer Webvideoproduzent
- Piket, Jeroen (* 1969), niederländischer Schachgroßmeister
- Piket, Roberta (* 1966), US-amerikanische Jazzpianistin, Sängerin, Komponistin und Autorin
- Piketty, Thomas (* 1971), französischer WirtschaftswissenschaftlerThomas Piketty (* 1971)

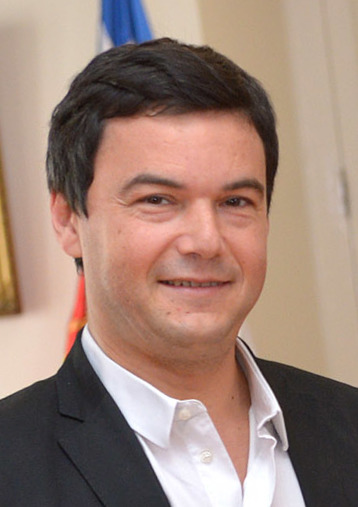
Thomas Piketty (* 1971)

### Piki
- Pikinoune, Gaetan (* 1965), vanuatuischer Politiker
- Pikionis, Dimitris (1887–1968), griechischer Architekt
- Pikis, Georgios (* 1939), zypriotischer Jurist und Richter am Internationalen Strafgerichtshof (2003–2009)

### Pikk
- Pikk, Artur (* 1993), estnischer Fußballspieler
- Pikkarainen, Emilia (* 1992), finnische Schwimmerin
- Pikkarainen, Hannu (* 1983), finnischer Eishockeyspieler
- Pikkarainen, Ilkka (* 1981), finnischer Eishockeyspieler
- Pikkarainen, Juhani (* 1998), finnischer Fußballspieler
- Pikkor, Tambet (* 1980), estnischer Nordischer Kombinierer und Skisprungtrainer
- Pikku G (* 1987), finnischer Rapper
- Pikkujämsä, Elli (* 1999), finnische Fußballspielerin
- Pikkupeura, Urpo (* 1957), finnischer Eisschnellläufer
- Pikkusaari, Arvi (1909–1989), finnischer Ringer
- Pikkuus, Aavo (* 1954), sowjetischer Radrennfahrer, Rallyefahrer und estnischer Unternehmer

### Pikl
- Pikl, Aleš (* 1975), tschechischer Fußballspieler
- Pikl, Peter (1946–2018), österreichischer Schauspieler, Theaterregisseur und Intendant
- Pikl, Primož (* 1982), slowenischer Skispringer
- Pikler, Emmi (1902–1984), ungarische Kinderärztin und KleinkindpädagoginEmmi Pikler (1902–1984)

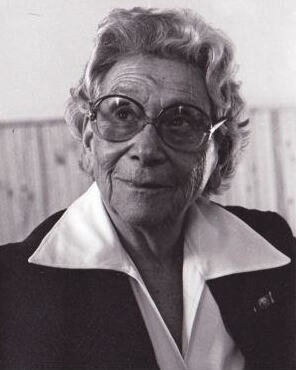
Emmi Pikler (1902–1984)

- Pikler, Robert (1909–1984), australischer Geiger, Bratschist, Dirigent und Musikpädagoge ungarischer Herkunft

### Piko
- Pikola, Rudolf (1916–1970), deutscher Politiker (SPD)

### Pikr
- Pikrammenos, Panagiotis (* 1945), griechischer Richter, Ministerpräsident

### Piks
- Pīks, Rihards (* 1941), lettischer Politiker und MdEP für Lettland
- Piksanow, Nikolai Kirjakowitsch (1878–1969), russischer Literaturwissenschaftler und Hochschullehrer
- Pikser, Jeremy, Drehbuchautor
- Piksons, Edgars (* 1983), lettischer Biathlet

### Pikt
- Pikturna, Virginijus (* 1961), litauischer Politiker

### Piku
- Pikul, Walentin Sawwitsch (1928–1990), russisch-sowjetischer Schriftsteller
- Pikulik, Daria (* 1997), polnische Radrennfahrerin
- Pikulik, Michail (1948–2006), sowjetischer beziehungsweise belarussischer Herpetologe und Ökologe
- Pikulik, Wiktoria (* 1998), polnische Radsportlerin
- Pikuritz, Walter (1877–1961), deutscher Zuckerfabrikant
- Pikus, Małgorzata (* 1972), polnische Schauspielerin
- Pikus, Tadeusz (* 1949), polnischer Geistlicher und römisch-katholischer Bischof von Drohiczyn
- Pikus-Pace, Noelle (* 1982), US-amerikanische Skeletonpilotin

### Pikz
- Pikžirnis, Arnoldas (* 1991), litauischer Politiker, Vizeminister